# Блюм, Алексей Михайлович
Алексе́й Миха́йлович Блюм (12 октября 1937, Ковров, Владимирская область — 26 сентября 2019) — российский охотовед, главный редактор журнала «Охота и охотничье хозяйство».

## Биография
А. М. Блюм родился в Коврове, в семье талантливого конструктора-оружейника Михаила Николаевича Блюма и Антонины Николаевны Блюм. Отец с детства привил сыновьям любовь к оружию и охоте.
Окончил школу в г. Кусково в Подмосковье в 1955 году. Поступил в Тульский механический институт, учился по специальности «Производство оболочек для снарядов и бомб», но после двух лет обучения бросил. В 1963 году, после окончания службы в Советской Армии поступил во Всесоюзный сельскохозяйственный институт заочного образования, созданный на базе Московского пушно-мехового института. Работал в отделе охотустройства Проектно-изыскательного бюро при Госплане СССР, затем во Всесоюзном государственный проектно-изыскательский институт лесного хозяйства «Союзгипролесхоз» Госкомитета СССР по лесному хозяйству. В течение двадцати лет был начальником изыскательской партии, впоследствии — главным инженером проекта.
А. М. Блюм провёл 12 охотничье-промысловых сезонов в Сибири, одновременно проводил испытания патронов М. Н. Блюма в разных регионах СССР. Автор книг, очерков и рассказов об охоте и охотничьем оружии. С 1993 года сотрудничал с «Московской охотничьей газетой», с 2005 года в журнале «Охота и охотничье хозяйство» вёл рубрику об оружии и снаряжении. С 2012 года — главный редактор журнала «Охота и охотничье хозяйство».
Старший брат А. М. Блюма Михаил — известный конструктор-оружейник и знаток охотничьего оружия.